# Sybra pfanneri
Sybra pfanneri là một loài bọ cánh cứng trong họ Cerambycidae.